# Зелен пръстенчатоопашат посум
Зелен пръстенчатоопашат посум (Pseudochirops archeri) е вид бозайник от семейство Pseudocheiridae.

## Разпространение и местообитание
Разпространен е в Австралия.